# Зеттел, Сара
Сара Анна Зеттел (англ. Sarah Zettel; род. 14 декабря 1966, Сакраменто) — американская писательница, пишущая в жанрах научной фантастики и фэнтези. На русский язык переведены её романы «Наследие чародея» и «Жестокие ангелы», рассказы «Подвиг шута» и «Чужаки».

## Биография
Родилась 14 декабря 1966 года в Сакраменто, Калифорния, США. Её мать, Гейл Биверс, была учителем и социальным работником; отец, Леонард Франсис Зеттел, — инженером и программистом. Получила степень бакалавра по коммуникациям в Мичиганском университете. Работала технической писательницей и специализировалась на инструкциях программных систем.
Дебютировала в литературе в 1988 году, опубликовав рассказ Grandaddy Jenkins Plays the Bones. В 1996 году свет увидел первый научно-фантастический роман писательницы под названием Reclamation, рассказывающий о деградировавшем обществе со строгой кастовой системой. В 1997 году это произведение принесло автору премию «Локус» за лучший дебютный роман.
В 2009 году вышел ещё один известный роман — «Жестокие ангелы» (англ. Bitter Angels), который Зеттел написала под псевдонимом К. Л. Андерсон. В 2010 году произведение стало лауреатом премии Филиппа К. Дика в номинации «Лучшая НФ-книга в США».
Под псевдонимом Marissa Day пишет паранормальные любовные романы, а с 2016 использует псевдоним Delia James, которым подписывает произведения для детей.
Замужем за Тимоти Смитом, с которым имеет сына Александра. Живёт в Ипсиланти, Мичиган.

## Награды и признание
- 1992 — номинация на премию «AnLab» (журнал Analog) за рассказ Driven by Moonlight
- 1997 — лауреат премии «Локус» за роман Reclamation
- 1997 — номинация на премию «Локус» за лучший рассказ, Under Pressure
- 1997 — номинация на премию Филиппа К. Дика за роман Reclamation
- 1998 — номинация на премию «Локус» за лучший научно-фантастический роман" за произведение Fool’s War
- 1999 — номинация на премию Джеймса Типтри-младшего за роман Playing God
- 2009 — номинация на премию «Sidewise Awards» в категории «Лучшее произведение малой формы» за повесть The Persistence of Souls
- 2010 — лауреат премии Филиппа К. Дика за роман «Жестокие ангелы» (англ. Bitter Angels)